# Elegia extensa
Elegia extensa là một loài thực vật có hoa trong họ Restionaceae. Loài này được Pillans mô tả khoa học đầu tiên năm 1942.